# Питър Крауч
Питър Джеймс Крауч (на английски: Peter James Crouch) е английски офанзивен футболист и играч на „Стоук Сити“ от лятото на 2011 г. Един от най-високите нападатели (201 cm) и изобщо играчи във Висшата лига на Англия. Лесно овладява високи топки и често ги предоставя на съотборниците си, понякога сам завършва атаките. На 24 години вече е играл в седем отбора.

## Биография
Крауч е роден в английския град Макълсфийлд на 30 януари 1981. Баща му работи в рекламния бизнес. Тренира в „Тотнъм“ от август 1998 до юли 2000. Закупен от „Куинс Парк Рейнджърс“ за 60 000 паунда, Крауч дебютира на 19 години във Висшата лига на 12 август 2000 г. в домакински мач срещу „Бирмингам“, завършил 0:0.
През сезон 2000/01 изиграва първия си пълен сезон с първия отбор на „Куинс Парк Рейнджърс“, отбелязвайки 12 гола в 47 мача. През юли 2001 подписва договор с „Портсмут“ за 1,25 млн. паунда и отбелязва 18 гола само за 37 мача. През пролетта на 2002 г. е закупен от бирмингамския „Астън Вила“ за 5 милиона паунда и играе в този отбор 1 година. За кратко се подвизава в „Норич“ под наем и през юли 2004 Крауч преминава в „Саутхемптън“ за сумата от 2 милиона паунда.
След като „светците“ от Саутхемптън отпадат в Първа дивизия, през юли 2005 Крауч подписва за 4 години с английския гранд „Ливърпул“ за сумата от 7 милиона паунда. Така той става 6-ата придобивка на треньора на „Ливърпул“ Рафаел Бенитес. Крауч привлича вниманието на Бенитес особено след като изнася много добър мач при победата на отбора си срещу „Ливърпул“ с 2:0 у дома. Крауч е голмайстор на „Саутхемптън“ за сезон 2004/05 с 16 гола от 23 мача, в които започва като титуляр.
Разписва се за първи път за „червените“ от Ливърпул едва по време на 22-рия си мач в отбора във всички състезания — на 3 декември 2005 срещу „ФК Уигън Атлетик“ при победата с 3:0 в мач от първенството на Англия, когато вкарва 2 гола. Един от многото играчи, състезавали се в „Саутхемптън“ и „Ливърпул“, като преди него за двата отбора са играли Брус Гробелар, Кевин Кийгън, Марк Райт, Сами Лий, Джими Кейс, Джими Мелия, Нийл Ръдък, Дейвид Спийди, Бари Венисън, Марк Уолтърс, Пол Джоунс и Джейми Реднап. След като играе в 85 срещи с 22 гола за „Ливърпул“ през лятото на 2008 г. се връща отново във ФК Портсмут. След като Тотнъм превличат Хари Реднап от Портсмут, мениджърът взима със себе си отново Крауч в Тотнъм, където изиграва много силни мачове и помага на отбора си да се класира за Шампионската лига през сезон 2010/2011 г. Известен е с прякора си небостъргача.

## Кариера в националния отбор
Получава повиквателна за младежкия национален отбор на Англия за европейското първенство в Швейцария през май 2002. Дебютира като титуляр за мъжкия национален отбор на Англия през май 2005 г. срещу Колумбия по време на турне в САЩ. Има 42 мача и 22 гола за Англия към юли 2013.